# Sohasevolt Glória
A Sohasevolt Glória a dunaújvárosi Cruel World Team filmtársulat egyetlen munkája, amely a Magyar Mozgókép Közalapítvány támogatásával, a Dunaújvárosi Televízió produkciójában készült 2000-ben.
A filmet Kis-Szabó Márk írta és Bernáth Zsolt rendezte (ez az alkotópáros felelős a Hasfalmetszők és az Einstein Mega Shotgun című filmek kreatív koncepciójáért is).
A film ötlete és a forgatókönyv treatmentje Kis-Szabó Márktól származik, akiben (saját elmondás szerint) egy átmulatott éjszaka után, még mindig másnaposan a film fő gondolata felmerült: „Minek kellene változnia ahhoz, hogy ezt abbahagyjuk?”
A film elkészülte majdnem a véletlennek köszönhető: Bernáth Zsolt az MMK  pályázatáról az utolsó pillanatban hallott és így csak az utolsó pillanatban adta le a film pályázati anyagát. Egy átlagos magyar film kávéköltségét meg is ítélték a filmnek, ami elég is volt a csapatnak a Glória elkészítéséhez.

## Történet
Buju és Tettó seftelő, kallódó fiatal srácok, akik egyre reménytelenebb életükből a drogozásban és az ivásban keresik a kiutat. Egy őrült házibuliban találkoznak egy furcsa lánnyal, Glóriával, akivel együtt ébrednek másnap reggel is. Mialatt lassan mindketten a lányba szeretnek, a város másik felén sötét alakok gyülekeznek: a város egy másik pontján furcsa alakok szövetkeznek: gengszterek, kik egy postafiók kirámolására készülnek. Alja népség: Muszped a gátlástalan maffiózó, Hevi a nyápic zsebes, Bamba a közönséges, kiszámíthatatlan zsoldos, és Ruszki a zöldfülű bűnöző. Lassan összeérnek a szálak, múlik a nap, messze tőlük a gengszterek már fegyvert szereztek, és közeledik a reggel, amikor is minden eldől, és ami fényt derít Glória kilétére is.

## Háttér
A 2000-es év teljes egészében ráment a film elkészítésére, először a 2001-es Magyar Filmszemlén mutatkozott be közönség előtt a játékfilmes versenyprogramban.
A filmet követő nyilvános vitán az érdeklődők szép számmal jelentek meg. A közönség visszajelzései, és a pozitív kritikák a CWT legelismertebb filmjévé tették a Glóriát, amely videókazettán (Mirax) és moziban (Hunnia) is forgalmazóra talált.
A szereplők egy része a „Hasfalmetszők”-ből, mások Kis-Szabó Márk korai amatőrfilmjéből a „Badi meller”-ből léptek színre. 2001-ben az ország számos városában rendeztek sikeres, közönségtalálkozóval egybekötött vetítéseket.
A filmet a Filmvilág újság úgy jellemezte, mint „erős üzenet a mozi halálán bánkódóknak”, és méltatta a „kisvárosi gengszter-komédia” létrejöttét.
Az alkotás a 8. Diák és Ifjúsági Film és Video Szemlén 3. díjat nyert, az 5. Open Film Fesztiválról pedig elhozta a „legjobb gengszterfilm díját”.

## Szereplők
- Muszped – Csanálosi Gábor
- Tettó – Nagy Gábor
- Ruszki – Budai „McFly”Gábor
- Glória – Szaksz Gabriella
- Bamba – Hirth Gábor
- Buju – Kis-Szabó Dániel
- Hevi – Németh László

## Stáb
- Rendezte: Bernáth Zsolt
- Írta: Kis-Szabó Márk
- Producer: Cs. Fekete Györgyi, Bernáth Zsolt
- Fényképezte: Szentkúti Tamás
- Vágó és zene: Végh Zoltán
- Betétdalok: Csótányok, Testimony, Unity, Ludditák, Tommer
- Világosító: Markó Viktor
- Computergrafika: Bánhidai Csaba
- Látványtervezo: Miokovics Mátyás
- Mikrofonos: Keresztes Katalin
- Smink: Kara Melinda

## Nyilvánosság
- 2001: Magyar Filmszemle Budapest
- 2001: Dózsa Mozicentrum Dunaújváros
- 2001: Dunaújvárosi Főiskola
- 2001: Független Film és Video Szemle, Baja
- 2001: Videomegjelenés és videotékákban történő forgalmazás
- 2001: Esztergomi Városi Televízió
- 2001: Hunnia mozi, Budapest
- 2001: Sci-fi tábor, Szeged
- 2001: Ifjúsági és Diák Film és Video Szemle, Budapest
- 2001: Ráckeve, Művelődési Központ
- 2001: Kolozsvár, a Tranzit Foundation független filmszemléje
- 2001: Dunaújvárosi Televízió
- 2001: Dunántúli Független Film és Video Szemlén, Kaposváron
- 2001: Szarvas, Zebra klub
- 2002: 33. Budapesti Független Film és Video Szemle
- 2002: 5. Open Film Fesztivál, Budapest
- 2002: Debreceni Városi Televízió
- 2002: Bábolnai Városi Televízió
- 2002: Szarvasi Városi Televízió
- 2002: Főnix Televízió
- 2002: Ózdi Városi Televízió
- 2002: Nyíregyházi Városi TV
- 2002: Kapolcs, Művészetek völgye
- 2002: Dunaföldvár, „Balkáneurópa-Európabalkán” program
- 2003: Székesfehérvári Városi TV
- 2003: Mámor Fesztivál, Budapest
- 2003: Internetes letöltés
- 2003: Fix Tv, Budapest
- 2003: Wanted Fesztivál, Mezőtúr
- 2003: Hegyalja Fesztivál, Tokaj
- 2004: Wanted Fesztivál, Mezőtúr
- 2004: Dunaújváros, Pentele Fest
- 2004: Hegyalja Fesztivál, Tokaj
- 2004: Szegedi Ifjúsági Napok
- 2005: Sziget Fesztivál, Budapest
- 2010: Internetes megtekintés

## Külső hivatkozások
- Sohasevolt Glória a PORT.hu-n (magyarul)
- Filmvilág-kritika
- MMK játékfilmes támogatások